# Producto fitosanitario
El producto fitosanitario se define como aquella sustancia o mezcla de sustancias destinadas a prevenir, evitar, destruir, atraer, repeler o combatir cualquier plaga  enfermedad, o destruir directamente, insectos (insecticidas), ácaros (acaricidas), moluscos (molusquicidas), roedores (rodenticidas), hongos (fungicidas), malas hierbas (herbicidas), bacterias (antibióticos y bactericidas) y otras formas de vida animal o vegetal perjudiciales para la salud pública y también para la agricultura (es decir, considerados como plagas y por tanto susceptibles de ser combatidos con plaguicidas); durante la producción, almacenamiento, transporte, distribución y elaboración de productos agrícolas y sus derivados. Entre los productos fitosanitarios se incluyen también los defoliantes, desecantes, coadyuvantes y las sustancias reguladoras del crecimiento vegetal o fitorreguladores. también reciben la denominación de venenos útiles. No se incluyen los medicamentos de uso humano o veterinario y los mecanismos de control biológico  fuera de esta denominación.

## Consecuencias de su uso

### Ventajas
La utilización de productos fitosanitarios produce un aumento extraordinario del rendimiento de la tierra sin el que no hubiera sido posible alcanzar los niveles actuales de producción alimentaria. Su empleo está en la base de la denominada «Revolución verde» desde mediados del siglo XX.
También mejoran la posibilidad de comercialización de los productos (retrasando su deterioro, posibilitando su almacenaje y transporte a largas distancias), disminuyen su precio y mejoran su aspecto ante el consumidor.

### Inconvenientes
La utilización de productos fitosanitarios trae como consecuencias negativas principales la disminución de la biodiversidad, la contaminación del suelo y la contaminación del agua (donde junto con otros productos, como los fertilizantes, producen a veces fenómenos de eutrofización).
Si no son aplicados adecuadamente son peligrosos para la salud de los que los utilizan, cosa que ocurre habitualmente si los trabajadores agrícolas no han recibido una formación profesional o una instrucción adecuada al trabajo que desempeñan. También pueden llegar a ser peligrosos para el consumidor y pueden producir una intoxicación alimentaria si se han utilizado en exceso o de forma incorrecta, o no se han respetado los periodos de tiempo necesarios para su degradación.
Es frecuente la retirada o prohibición de algunas sustancias activas que obliga a variar la composición de los productos fitosanitarios para disminuir su impacto ecológico, sanitario o el riesgo de que elementos nocivos pasen a la cadena alimentaria; lo que ha incentivado la investigación y desarrollo de productos que las empresas fabricantes denominan fitosanitarios ecológicos, que no necesitan plazo de seguridad.
Es objeto de debate si, incluso utilizados de forma correcta y cumpliendo los requisitos mínimos impuestos por las autoridades sanitarias, el consumo continuado de alimentos u otros bienes de consumo que contengan trazas de productos fitosanitarios puede o no tener consecuencias negativas para la salud: los movimientos ecologistas y otros agentes sociales partidarios de mayores controles o restricciones o de una agricultura biológica que no los utilice, suelen denunciar que sí; lo que es rebatido por la industria fitosanitaria (vinculada a la gran industria farmacéutica, como Bayer). Los estudios científicos son difíciles de evaluar, puesto que la demostración de una relación causal o una correlación estadística puede ser interpretada de muy distintas maneras, se involucran cuestiones ideológicas, planteamientos emocionales e intereses económicos, y el patrocinio de los equipos científicos puede verse como una presión para que sus conclusiones vayan en un sentido u otro, como ocurre con otros temas similares: las implicaciones sanitarias del tabaco, de los aditivos alimentarios, o de los organismos genéticamente modificados (OGM), cuyo cultivo está estrechamente vinculado a la utilización de determinados productos fitosanitarios, lo que causa una estrecha dependencia de los agricultores con las compañías propietarias de sus patentes, un pequeño número de grandes industrias biotecnológicas, como Monsanto.

### Alternativas ecológicas
Los productos naturales, biológicos y ecológicos son una alternativa a los productos fitosanitarios químicos. Estos primeros son respetuosos con el medio ambiente, y utilizados como elementos para el control de los cultivos. La agricultura ecológica es una alternativa sostenible a la aplicación de productos fitosanitarios químicos, demostrando ser menos perjudiciales tanto para la salud pública como para el medio ambiente. Todas estas sustancias autorizadas se encuentran enumeradas en el II del Reglamento CE 889/2008 donde se detallan sustancias de origen animal, vegetal y producidas por microorganismos, entre otras. 